# 保合镇
保合镇是中国重庆市丰都县下辖的一个镇。

## 行政区划
保合镇辖13个行政村。
- 村：万泉村、新屋坪村、马家场村、文家边村、牟家场村、范家沟村、普子场村、何家场村、金盘村、新院子村、余家坝村、盖灵庙村、竹林冲村。内含两个集市：何家场，金盘场。